# Strömer (Modellrakete)
Ein Strömer (auch Flatterband genannt) ist ein langes, flexibles Band meist aus einer Plastikfolie, welches bei kleinen Modellraketen zur Reduzierung der Sinkgeschwindigkeit als Luftbremse verwendet wird. Er wird hierzu an der Schnur bzw. am Gummi, der die Raketenspitze mit dem Körperrohr verbindet, befestigt und in zusammengerolltem Zustand in der Rakete aufbewahrt. Mit der Zündung der Ausstoßladung wird der Strömer aus der Rakete gestoßen und flattert in der Luft.
Gegenüber einem Fallschirm benötigt ein Strömer weniger Platz und bewirkt, da die Rakete schneller zum Erdboden sinkt, eine geringere Abdrift des Modells.